# Brieflezend meisje bij het venster
Het Brieflezend meisje bij het venster is een schilderij van de 17e-eeuwse Hollandse meester Johannes Vermeer uit het begin van zijn carrière. Het is in het bezit van de Gemäldegalerie Alte Meister in Dresden, Duitsland.

## Beschrijving
Het ongesigneerde en ongedateerde doek is in circa 1657-1659 geschilderd. De jonge vrouw staat en profil in het centrum van het schilderij en de doorzichtige reflectie van haar gelaat in het vensterglas onthult nog meer van haar gezicht. De aanwezigheid van Cupido hint erop dat ze een schrijven van haar geliefde aan het lezen is. De brief is verfomfaaid, wat suggereert dat ze hem al meerdere keren gelezen heeft. 
De afgebeelde kamer is dezelfde als die in Vermeers De soldaat en het lachende meisje, dat vermoedelijk een jaar later is voltooid. De voorstelling vertoont ook gelijkenis met de ingetogen Brieflezende vrouw in het blauw van dezelfde schilder uit de jaren 1662-1665. Het is niet uitgesloten dat dezelfde jongedame weer model heeft gestaan. Het tafereel met het jongere meisje in Brieflezend meisje bij het venster is echter veel frivoler in het kleurgebruik, de compositie is verfijnder en de voorwerpen op de tafel verraden een heel ander verhaal: de appel, de pruimen en de perzik in de fruitschaal staan symbool voor zinnelijke liefde en zonde. Naast de fruitschaal ligt nog een aangesneden perzik. Het rijpe fruit benadrukt de ontluikende volwassenheid van het meisje. 
Het Perzische tapijt op de tafel en de gordijnen zijn terugkerende attributen in genrestukken van de Hollandse schilderkunst van de Gouden Eeuw. Onderzoek met röntgenstralen toonde aan dat het grote groene gordijn op de voorgrond als laatste werd toegevoegd. 
Het 'schilderij in een schilderij' is kenmerkend voor werken van Vermeer. In het ongeveer tien jaar later door Vermeer vervaardigde doek Staande virginaalspeelster komt ook op de achtermuur een schilderij voor van Cupido. De vorm en houding van Cupido zijn hetzelfde, maar het is niet hetzelfde schilderij, want bij dat in Brieflezend meisje bij het venster staat Cupido met zijn rechtervoet op een masker en ligt een tweede voor hem op de grond. Op het schilderij Staande virginaalspeelster ontbreken ze. De figuur van Cupido op dit schilderij is geschilderd in de classicistische stijl van de uit Alkmaar afkomstige kunstschilder Caesar van Everdingen (1616/1617 - 1678), en dat is dan automatisch ook het geval bij dat van Brieflezend meisje bij het venster. Er is echter geen schilderij dat daarop lijkt overgeleverd.
Het openstaande venster - het eerste in vijf overgeleverde schilderijen van Vermeer - geeft een maat aan het geheel. De grootte van het raam wordt naar boven en naar onderen herhaald, en twee maal opzij. Meer opvallend in de vlakverdeling is de tafel als repoussoir, een element dat in 25 van Vermeers meer dan dertig schilderwerken terugkomt. Door het onderwerp achter een decorstuk te plaatsen, wordt de illusie van diepte versterkt. Het Brieflezend meisje bij het venster en de Soldaat en het lachende meisje zijn ook de eerste schilderijen waar Vermeer zijn pointillistische manier van werken ontwikkelt om het licht beter te spreiden en de randen van de figuren te verzachten.
Het meisje stond eerst meer naar de muur gekeerd. Vermeer veranderde dat tijdens het schilderen. De weerspiegeling van haar gezicht in het venster geeft nog steeds haar oorspronkelijke positie weer. Om meer ruimtelijke diepte te creëren schilderde Vermeer in eerste instantie rechts beneden een Roemer op de tafel, evenals aan de voorkant van de tafel een Spaanse stoel met leeuwenkopknoppen. Uiteindelijk koos hij daarvoor een illusionistisch groen gordijn uit, dat bijna een derde van het schilderij beslaat. Eenzelfde Spaanse stoel met in het hout gebeeldhouwde leeuwenkopknoppen is nog links in het schilderij zichtbaar.

## Afkomst
De sporen van het schilderij leiden niet tot zijn ontstaan terug. Mogelijk wordt het Brieflezende meisje bij het venster bedoeld in de catalogus van een veiling in Amsterdam op 14 juni 1712 voor kunsthandelaar Pieter van der Lip. Als catalogusnummer 72 staat daar vermeld Een leezent Vrouwtje in een kamer, door vander Meer van Delft, maar hiermee kan ook het schilderij Brieflezende vrouw in het blauw bedoeld zijn. Het werd in elk geval verkocht voor 110 gulden.
De Brais kocht het in 1742 in Parijs voor Frederik August II, keurvorst van Saksen, in de veronderstelling dat het een werk van Rembrandt was. In 1826 werd het toegeschreven aan Pieter de Hooch. De Franse kunsthistoricus Théophile Thoré-Bürger herkende het als een van de zeldzame schilderijen van Vermeer en herstelde de juiste toekenning met zijn onderzoek in 1860.
Het schilderij maakte deel uit van de verzameling kunstvoorwerpen die ontsnapten aan het Bombardement op Dresden in de Tweede Wereldoorlog. De collectie werd tijdig verborgen in een tunnel in de bergen van de Sächsische Schweiz. Het Rode Leger vond de verzameling terug en nam de voorwerpen mee naar de Sovjet-Unie. Na de dood van Stalin werd het schilderij in 1955 geschonken aan de DDR ter bevordering van de vriendschap tussen beide landen en kwam het weer in Dresden terecht. Het naar omstandigheden goed bewaard gebleven doek is in bezit van de Gemäldegalerie Alte Meister, onderdeel van de Staatliche Kunstsammlungen in Dresden, de hoofdstad van de Duitse deelstaat Saksen.

## Restauratie 21e eeuw

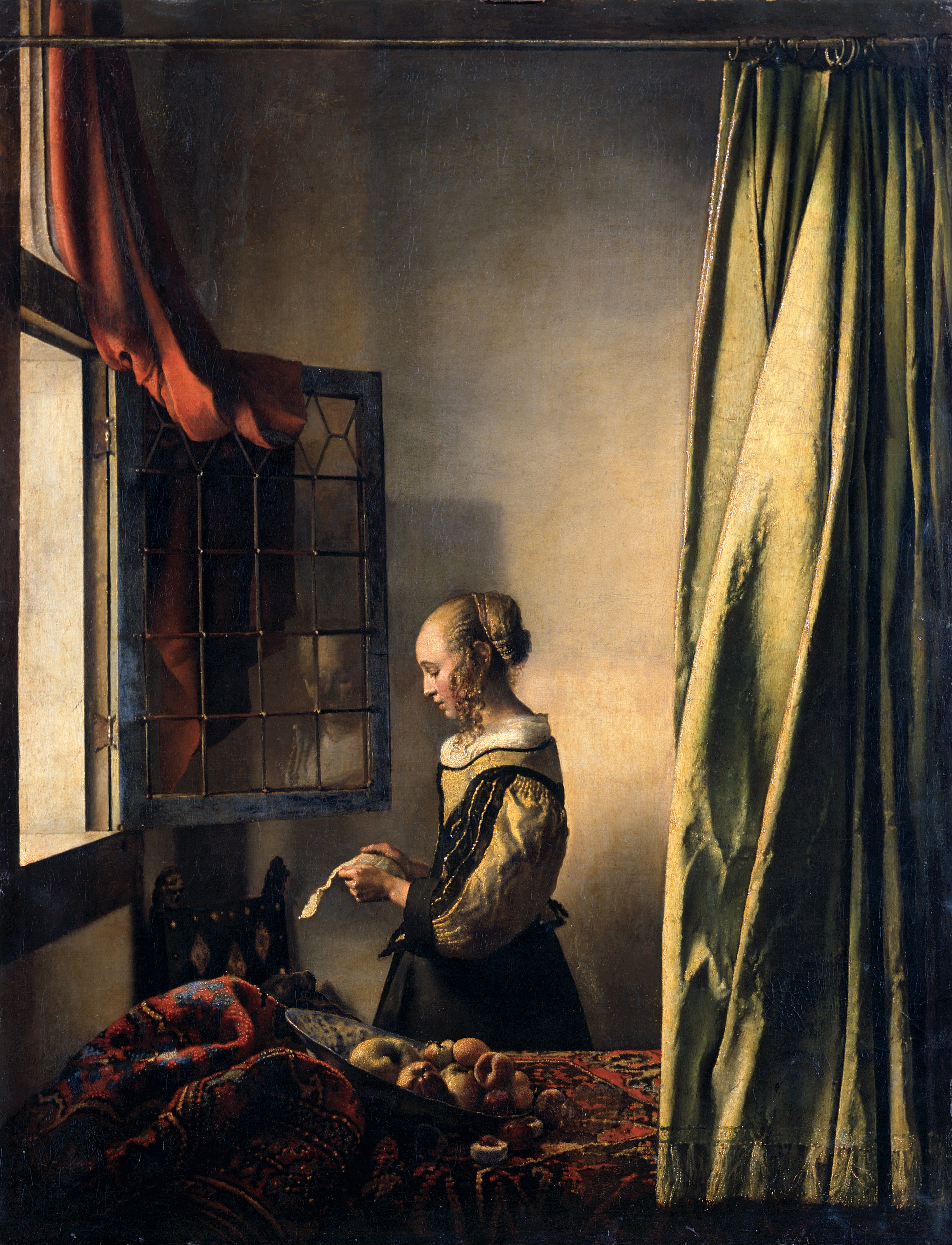
Het schilderij zonder de afbeelding van Cupido, zoals het meer dan 250 jaar te zien is geweest.

Het schilderij werd van 2017 tot 2021 gerestaureerd door Christoph Schölzel van het restauratieatelier van de Gemäldegalerie Alte Meister in Dresden. Aanleiding was de afgeronde restauratie in 2004 van Vermeers schilderij De Koppelaarster, dat zich in hetzelfde museum bevindt. De weergave van de kleuren werd toen behoorlijk verbeterd en de vraag kwam op of hetzelfde resultaat bereikt kon worden bij het Brieflezend meisje bij het venster. Het schilderij werd sindsdien twee keer uitgeleend aan musea in Spanje en Japan en ter voorbereiding daarop werden al kleine restauraties uitgevoerd, zoals het herbevestigen aan de achterkant van het schilderij van een klein deel van het doek. In 2010 volgde ter gelegenheid van een Vermeer-expositie in Dresden schildertechnisch onderzoek naar het schilderij en in maart 2017 werden experts op het gebied van restauratie uitgenodigd om een ingrijpender restauratie te bespreken; allemaal hadden ze eerder een schilderij van Vermeer gerenoveerd, in Amsterdam, Kopenhagen en Wenen. Na het verwijderen van het bruin en gelig geworden vernis bleken de kleuren inderdaad beter tot hun recht te komen, onder meer bij de handen en het fruit. Het schilderij had daarnaast geleden van oud retoucheerwerk en overschilderingen.
Al in 1979 was met een röntgenfoto aangetoond dat zich onder de verf op de achtermuur een beeltenis bevond van een naakte Cupido. Het was echter niet bekend of deze overschildering door Vermeer gedaan was of door iemand anders. Uit onderzoek van monsters die van het schilderij waren afgenomen, bleek dat op de plek waar Cupido zich bevindt onder de overschildering twee vernislagen met vuil waren waar te nemen. Geconcludeerd werd dat de overschildering niet van Vermeer kon zijn en pas geruime tijd na de voltooiing van het schilderij was aangebracht; minimaal enkele decennia erna en zo goed als zeker na het overlijden van Vermeer.
Besloten werd de nog geen millimeter dikke overschildering te verwijderen. Dat gebeurde onder een microscoop met een scalpel. Halverwege 2019 was de verwijdering half voltooid en was een deel van Cupido zichtbaar. Het schilderij werd in die staat van 8 tot 16 juni dat jaar in de Gemäldegalerie Alte Meister tentoongesteld. De restauratie werd voltooid in 2021 en toont sindsdien opnieuw een schilderij van een naakte Cupido aan de muur achter het lezende meisje. De restauratie werd mogelijk gemaakt door een bijdrage van de Hata Foundation uit Tokio.

## Galerij

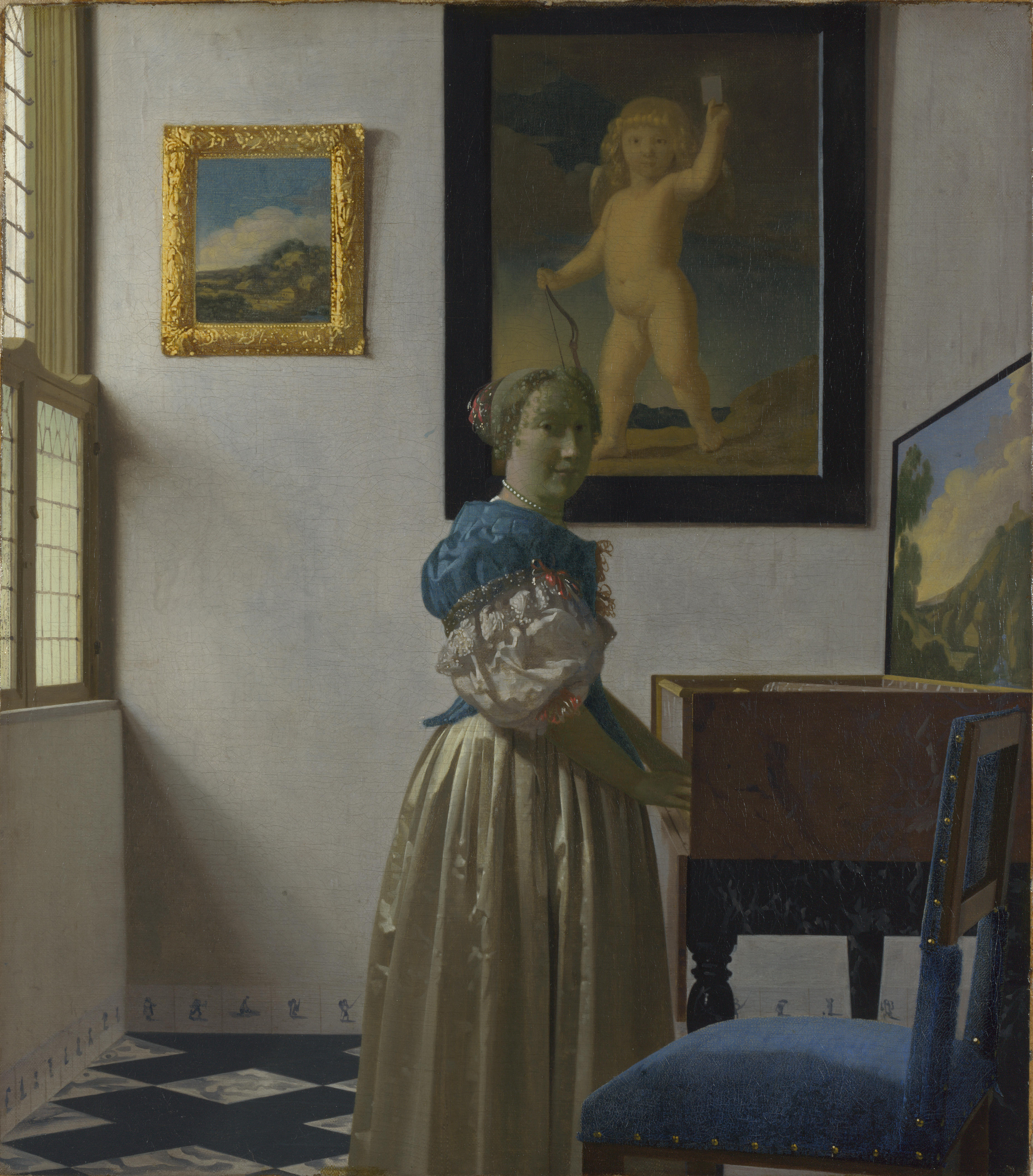
In Vermeers latere werk Staande virginaalspeelster komt eenzelfde Cupido voor, maar het is niet exact hetzelfde schilderij.

Diana en haar nimfen · Christus in het huis van Martha en Maria · De koppelaarster · Slapend meisje · Brieflezend meisje bij het venster · Het straatje · De soldaat en het lachende meisje · Het melkmeisje · Het glas wijn · Dame en twee heren · Onderbreking van de muziek · Gezicht op Delft · De muziekles · Brieflezende vrouw in het blauw · Vrouw met weegschaal · Vrouw met waterkan · De luitspeelster · Vrouw met parelsnoer · Schrijvende vrouw in het geel · Meisje met de rode hoed · Meisje met de parel · Het concert · Allegorie op de schilderkunst · Meisjeskopje · Dame en dienstbode · De astronoom · De geograaf · De kantwerkster · De liefdesbrief · De gitaarspeelster · Schrijvende vrouw met dienstbode · Allegorie op het geloof · Staande virginaalspeelster · Zittende virginaalspeelster
Omstreden toeschrijvingen: Sint Praxedis · Zittende vrouw aan het virginaal · Meisje met de fluit